# 부산사상우체국
부산사상우체국(釜山沙上郵遞局)은 부산광역시 사상구를 관할하는 부산지방우정청 소속 우체국이다.

## 기본 정보
- 주소: 부산광역시 사상구 사상로 165

## 연혁
- 1987년 12월 1일: 부산지방체신청 북부산우체국 개국
- 1987년 12월 15일: 북부산우체국(4급 관서)으로 승격
- 2000년 9월 29일: 강서우체국 개국으로 강서지역 우체국 이관
- 2003년 1월 1일: 부산사상우체국으로 명칭 변경
- 2003년 7월 29일: 북부산우체국 개국으로 북구지역 우체국 이관
- 2012년 5월 1일: 경남정보대학우체국을 경남정보대학교우체국으로 명칭 변경[1]
- 2012년 6월 1일: 부산동감전우편취급국 위탁계약 해지 및 재개국[2]
- 2014년 1월 1일: 우편구역을 다음과 같이 고시[3]

| 배달국         | 배달구역      | 구역번호      |
| -------------- | ------------- | ------------- |
| 부산사상우체국 | 사상구 전지역 | 46900 ~ 47055 |

- 2014년 7월 4일: 신라대학교우체국, 경남정보대학교우체국 폐국[4]
- 2014년 7월 7일: 신라대학교우편취급국, 경남정보대학교우편취급국 설치[5]
- 2014년 10월 31일: 부산농산물시장우체국 폐국[6]
- 2019년 12월 2일 : 부산사상공단우편취급국 폐국[7]

## 관할 우체국
| 우체국명                 | 사진 | 주소                                            | 비고                                                                |
| ------------------------ | ---- | ----------------------------------------------- | ------------------------------------------------------------------- |
| 경남정보대학교우체국     |      | 부산광역시 사상구 주례로 45                     | 2012년 5월 1일 경남정보대학우체국에서 명칭 변경 2014년 7월 4일 폐국 |
| 경남정보대학교우편취급국 |      | 부산광역시 사상구 주례로 45                     | 2014년 7월 7일 신설                                                 |
| 부산감전1동우편취급국    |      | 부산광역시 사상구 낙동대로 910                  |                                                                     |
| 부산감전2동우편취급국    |      | 부산광역시 사상구 새벽로 178                    |                                                                     |
| 부산괘법동우편취급국     |      | 부산광역시 사상구 광장로 20                     |                                                                     |
| 부산농산물시장우체국     |      | 부산광역시 사상구 농산물시장로9번길 11 (엄궁동) | 2014년 10월 31일 폐국                                               |
| 부산덕포1동우체국        |      | 부산광역시 사상구 사상로269번길 7               |                                                                     |
| 부산동감전우편취급국     |      | 부산광역시 사상구 학감대로237번길 39            |                                                                     |
| 부산모라3동우체국        |      | 부산광역시 사상구 모라로192번길 25              |                                                                     |
| 부산모라동우체국         |      | 부산광역시 사상구 사상로519번길 11              |                                                                     |
| 부산모라우성우편취급국   |      | 부산광역시 사상구 백양대로 943                  |                                                                     |
| 부산사상공단우편취급국   |      | 부산광역시 사상구 사상로 380-1                  | 2019년 12월 2일 폐국                                                |
| 부산엄궁동우체국         |      | 부산광역시 사상구 낙동대로 784-4                |                                                                     |
| 부산주례2동우편취급국    |      | 부산광역시 사상구 가야대로366번길 8             |                                                                     |
| 부산주례동우체국         |      | 부산광역시 사상구 사상로 28                     |                                                                     |
| 부산학장공단우편취급국   |      | 부산광역시 사상구 대동로 194                    |                                                                     |
| 부산학장동우체국         |      | 부산광역시 사상구 학감대로 101                  |                                                                     |
| 신라대학교우체국         |      | 부산광역시 사상구 백양대로700번길 140           | 2014년 7월 4일 폐국                                                 |
| 신라대학교우편취급국     |      | 부산광역시 사상구 백양대로700번길 140           | 2014년 7월 7일 신설                                                 |

## 조직
- 영업과
  - 고객지원실
- 경영지도실
- 지원과
- 우편물류과
- 소포영업과